# Andrew Wildman
Andrew Wildman (també conegut com a Andy Wildman) és un artista britànic autor de còmics, principalment per a Marvel Comics. Wildman es va formar en els títols de Marvel UK a finals de 1980, incloent Galaxy Rangers, Thundercats, The Real Ghostbusters i, potser sobretot, Transformers. El seu primer treball a Transformers va sortir en el #198 de la història Cold Comfort and Joy. Amb el temps ascendiria ràpidament a ser un dels membres clau de l'equip artístic del còmic, sovint treballant amb l'entintador Stephen Baskerville.